# Llista de muntanyes de la Canal de Navarrés
Llista de muntanyes a la comarca de la Canal de Navarrés, al País Valencià.
| Nom                       | Altura   | Municipi | Unitat de relleu  | Coordenades                                            | Foto |
| ------------------------- | -------- | -------- | ----------------- | ------------------------------------------------------ | ---- |
| el Caroig                 | 1.126 m. | Bicorb   | Massís del Caroig | 39° 05′ 23″ N, 0° 54′ 53″ O / 39.089681°N,0.9148124°O  |      |
| Alto de Salomón           | 1.061 m. | Énguera  | Serra d'Énguera   | 38° 56′ 39″ N, 0° 57′ 34″ O / 38.9442605°N,0.9593496°O |      |
| las Arenas de la Segurana | 1.018 m. | Énguera  | Serra d'Énguera   | 38° 55′ 15″ N, 0° 57′ 25″ O / 38.9208735°N,0.9570322°O |      |
| Alto de la Sima de Quesa  | 1.014 m. | Quesa    | Massís del Caroig | 39° 01′ 21″ N, 0° 53′ 17″ O / 39.0225415°N,0.8881942°O |      |
| Alto de la Casmilla       | 1.007 m. | Bicorb   | Mola de Cortes    | 39° 08′ 59″ N, 0° 54′ 47″ O / 39.1496899°N,0.913154°O  |      |
| Alto de la Rosa           | 987 m.   | Énguera  | Serra d'Énguera   | 38° 57′ 38″ N, 0° 54′ 19″ O / 38.9604677°N,0.9053514°O |      |
| Mola de Bicorb            | 977 m.   | Bicorb   | Massís del Caroig | 39° 03′ 08″ N, 0° 53′ 06″ O / 39.0521215°N,0.8850921°O |      |
| Alto de Matamoros         | 904 m.   | Énguera  | Serra d'Énguera   | 38° 55′ 43″ N, 0° 54′ 46″ O / 38.9287422°N,0.9128818°O |      |
| Puntal del Toro           | 892 m.   | Bicorb   | Massís del Caroig | 39° 06′ 48″ N, 0° 53′ 36″ O / 39.1133082°N,0.8933104°O |      |
| Alto de la Palmerica      | 881 m.   | Énguera  | Serra d'Énguera   | 38° 54′ 07″ N, 0° 54′ 49″ O / 38.9019353°N,0.9135161°O |      |
| Ceja del Buitre           | 829 m.   | Bicorb   | Mola de Cortes    | 39° 07′ 20″ N, 0° 51′ 22″ O / 39.1221738°N,0.8561946°O |      |
| Alto de Rives             | 754 m.   | Millars  | Mola de Cortes    | 39° 14′ 25″ N, 0° 49′ 33″ O / 39.2401476°N,0.8258441°O |      |
| la Plana                  | 619 m.   | Énguera  | Serra de la Plana | 38° 58′ 54″ N, 0° 39′ 13″ O / 38.9815736°N,0.6535551°O |      |
| Peñas de la Contienda     | 602 m.   | Bolbait  | Serra d'Énguera   | 39° 02′ 15″ N, 0° 49′ 30″ O / 39.0375251°N,0.8248707°O |      |
| Montemayor                | 566 m.   | Bicorb   | Massís del Caroig | 39° 07′ 03″ N, 0° 47′ 33″ O / 39.1175733°N,0.7925744°O |      |
| Penya Roja                | 558 m.   | Anna     | Serra de la Plana | 38° 59′ 07″ N, 0° 38′ 43″ O / 38.9852063°N,0.6453677°O |      |
| Penya Roja                | 558 m.   | Énguera  | Serra de la Plana | 38° 59′ 07″ N, 0° 38′ 43″ O / 38.9852063°N,0.6453677°O |      |
| los Tafetanes             | 530 m.   | Millars  | Mola de Cortes    | 39° 15′ 10″ N, 0° 47′ 23″ O / 39.2527786°N,0.789826°O  |      |
| Alto de la Cruz           | 488 m.   | Quesa    | Massís del Caroig | 39° 06′ 15″ N, 0° 43′ 52″ O / 39.1041877°N,0.7311723°O |      |
| Alto de la Cruz           | 488 m.   | Navarrés | Massís del Caroig | 39° 06′ 15″ N, 0° 43′ 52″ O / 39.1041877°N,0.7311723°O |      |
| el Montot                 | 418 m.   | Xella    |                   | 39° 02′ 44″ N, 0° 37′ 21″ O / 39.0456033°N,0.6225777°O |      |
| el Montot                 | 418 m.   | Anna     |                   | 39° 02′ 44″ N, 0° 37′ 21″ O / 39.0456033°N,0.6225777°O |      |
| Puntal de Arnés           | 385 m.   | Quesa    | Massís del Caroig | 39° 07′ 11″ N, 0° 45′ 25″ O / 39.1197091°N,0.7569001°O |      |
| el Nero                   | 277 m.   | Anna     |                   | 39° 01′ 36″ N, 0° 38′ 12″ O / 39.0266851°N,0.6367216°O |      |